# 팬 암 (드라마)
팬 암(Pan Am)은 2011년부터 2012년까지 ABC에서 방영된 텔레비전 드라마이다.